# 419 a.C.
Il 419 a.C. (CDXIX a.C. in numeri romani) è un anno  del V secolo a.C.

## Eventi
- Roma
  - Tribuni consolari Agrippa Menenio Lanato, Spurio Nauzio Rutilo e Publio Lucrezio Tricipitino